# تربية الطيور

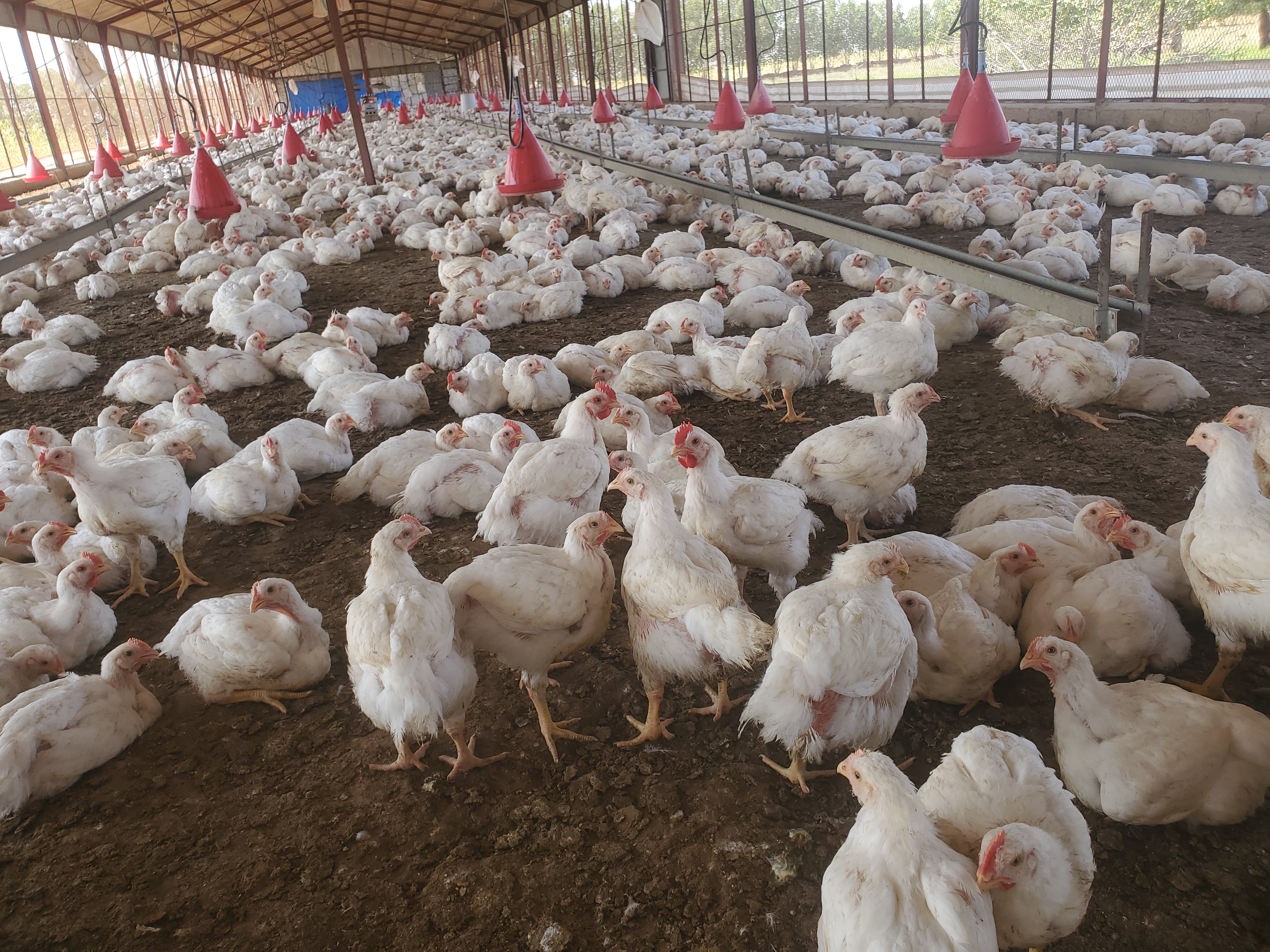
تربية الدجاج للحصول على البيض واللحم.

تربية الطيور هي نشاط تربية الدواجن ورعايتها، بالإضافة إلى الاستغلال التجاري لها. هذا المصطلح يشمل مجموعة متنوعة من الأنواع مثل الدجاج والديك الرومي والبط والسمان وغيرها، بما في ذلك بعض الأنواع البرية.